# 라다 자동차
라다 자동차(영어: Lada, 러시아어: «Ла́да»)는 러시아의 자동차 제조 기업 아브토바즈 산하의 대중 자동차 브랜드이다. 1966년에 이탈리아의 소형 승용차 피아트 124를 라이센스하여 만들기 시작하면서 발족하였다.